# Lincoln County (Arkansas)
Lincoln County is een county in de Amerikaanse staat Arkansas.
De county heeft een landoppervlakte van 1.454 km² en telt 14.492 inwoners (volkstelling 2000). De hoofdplaats is Star City.